# 白带小玉海兔螺
白带小玉海兔螺（学名：Prinovolva pudica），是中腹足目海兔螺科Prinovolva属的一种。主要分布于中国大陆、台湾，常栖息在潮下带。